# 688 Melanie
688 Melanie eller 1909 HH är en asteroid i huvudbältet, som upptäcktes den 25 augusti 1909 av den österrikiske astronomen Johann Palisa.
Asteroiden har en diameter på ungefär 41 kilometer.